# آمریکایی‌ها برای رفاه
گروه «آمریکایی‌ها برای رفاه» (اِی.اِف.پی) که در سال ۲۰۰۴ بنیان گذاشته شده، یک گروه ذی‌نفوذ محافظه‌کار و طرفدار آزادی‌های اقتصادی در ایالات متحده است که برای پیشبرد اهداف خود، از طریق اِعمال فشار بر سیاستمداران و نهادهای دولتی، فعالیت می‌کند. این گروه به خاندانِ برادرانِ کوک، چارلز جی. کوک و دیوید اچ. کوک، وابسته بوده و به عنوان بازوی اصلی کنشگری سیاسی خانواده‌ی کوک و یکی از تأثیرگذارترین نهادهای محافظه‌کار در آمریکا شناخته می‌شود.
پس از روی کار آمدن باراک اوباما در سال ۲۰۰۹، اِی.اِف.پی نقشی کلیدی در تبدیل جنبش تی پارتی به یک نیروی اثرگذار سیاسی ایفا کرد. این گروه با بسیجِ حامیان خود، مخالفت‌های گسترده‌ای را علیه برنامه‌های دولت اوباما سازماندهی کرد، برنامه‌هایی همچون: مقررات مربوط به تغییر اقلیم، لایحه حفاظت از بیمار و مراقبت مقرون‌به‌صرفه معروف به "اوباماکر"، گسترش طرح "مدیکید" و بسته‌های محرک اقتصادی.
اِی.اِف.پی همچنین نقشی اساسی در ناکام گذاشتن طرح تجارت گازهای گلخانه‌ای داشت، طرحی که مهم‌ترین پیشنهاد زیست‌محیطی دولت اوباما در دور نخست ریاست جمهوری‌اش به شمار می‌رفت. این گروه، مدافع محدودسازی قدرت چانه‌زنی دسته‌جمعی اتحادیه‌های کارگری در بخش دولتی و کاهش قوانین حامی "حق کار" بود و با افزایش حداقل دستمزد فدرال مخالفت می‌کرد. ای.اف.پی در به قدرت رسیدن جمهوری‌خواهان و کسب اکثریت در مجلس نمایندگان در سال ۲۰۱۰ و مجلس سنا در سال ۲۰۱۴ نقشی فعال و تعیین‌کننده داشت.
در چرخه‌ی انتخابات میان‌دوره‌ای سال ۲۰۱۴، ای.اف.پی از نظر هزینه‌کرد برای تبلیغات تلویزیونی سیاسی، از تمام گروه‌ها به جز کمیته‌های کنش سیاسی (PACs) پیشی گرفت. گستردگی فعالیت‌های ای.اف.پی به اندازه‌ای است که با احزاب سیاسیمقایسه می‌شود. ای.اف.پی به عنوان یک سازمان آموزشی متمرکز بر رفاه اجتماعی و بنیادِ هم‌پیمان آن یعنی "بنیاد آمریکایی‌ها برای رفاه" که یک موسسه خیریه‌ی غیرانتفاعی است، از پرداخت مالیات معاف هستند. معافیت مالیاتی ای.اف.پی موجب شده تا این گروه از نظر قانونی الزامی برای شفاف‌سازی و اعلام عمومی نام حامیان مالی خود نداشته باشد. همین موضوع، یعنی فعالیت‌های گسترده‌ی سیاسی این گروه به عنوان نهادی معاف از مالیات، سبب شده تا برخی نهادهای ناظر بر امور مالی مبارزات انتخاباتی، نسبت به شفافیت منابع مالی آن ابراز نگرانی کنند.